# Distribució de recompte estable
En la teoria de la probabilitat, la distribució de recompte estable és l'anterior conjugat d'una distribució estable unilateral. Aquesta distribució va ser descoberta per Stephen Lihn (xinès: 藺鴻圖) en el seu estudi de 2017 sobre les distribucions diàries de l'S&P 500 i el VIX. La família de distribució estable també es coneix de vegades com la distribució alfa-estable de Lévy, després de Paul Lévy, el primer matemàtic que la va estudiar.
Dels tres paràmetres que defineixen la distribució, el paràmetre d'estabilitat {\displaystyle \alpha } és el més important. Les distribucions de recompte estables tenen {\displaystyle 0<\alpha <1} . El cas analític conegut de {\displaystyle \alpha =1/2} està relacionat amb la distribució VIX. Tots els moments són finits per a la distribució.

## Definició
La seva distribució estàndard es defineix com
{\displaystyle {\mathfrak {N}}_{\alpha }(\nu )={\frac {1}{\Gamma ({\frac {1}{\alpha }}+1)}}{\frac {1}{\nu }}L_{\alpha }\left({\frac {1}{\nu }}\right),}
on {\displaystyle \nu >0} i {\displaystyle 0<\alpha <1.}
La seva família a escala de localització es defineix com
{\displaystyle {\mathfrak {N}}_{\alpha }(\nu ;\nu _{0},\theta )={\frac {1}{\Gamma ({\frac {1}{\alpha }}+1)}}{\frac {1}{\nu -\nu _{0}}}L_{\alpha }\left({\frac {\theta }{\nu -\nu _{0}}}\right),}
on {\displaystyle \nu >\nu _{0}}, {\displaystyle \theta >0}, i {\displaystyle 0<\alpha <1.}

## Aplicacions
La distribució estable del recompte pot representar força bé la distribució diària de VIX. Es planteja la hipòtesi que VIX es distribueix
com {\displaystyle {\mathfrak {N}}_{\frac {1}{2}}(\nu ;\nu _{0},\theta )} amb {\displaystyle \nu _{0}=10.4} i {\displaystyle \theta =1.6}. Així, la distribució de recompte estable és la distribució marginal de primer ordre d'un procés de volatilitat. En aquest context, {\displaystyle \nu _{0}} s'anomena "volatilitat del sòl". A la pràctica, VIX rarament cau per sota de 10. Aquest fenomen justifica el concepte de "volatilitat del sòl". A continuació es mostra una mostra de l'ajust: